# Cayo Paredón Grande
Cayo Paredón Grande ist eine Insel im Norden Kubas. Die 8,8 km² Cay liegt in der Provinz Camagüey, Gemeinde Esmeralda und ist vor allem für ihre weißen Sandstrände bei Touristen beliebt. Sie ist über ein Viadukt mit der im Südosten gelegenen Insel Cayo Romano verbunden. An ihrem nordwestlichen Ende befindet sich der Leuchtturm Diego Velázquez.
In Cayo Paredón Grande gibt es 4 Strände.  Playa Del Norte im Norden, Playa Los Lirios im Westen, Playa Los Pinos im Nordosten und Playa Los Gatos am östlichen Ende.